# Indopazifisch
Indopazifisch ist eine von Joseph Greenberg 1971 vorgeschlagene Makrofamilie, die außer den Papua-Sprachen Neuguineas und umliegender Inseln auch die andamanischen und tasmanischen Sprachen umfasst. Diese  indopazifische Hypothese fand nur sehr wenig Unterstützung und wurde von den meisten Forschern abgelehnt.

## Komponenten des Indopazifischen
Die indopazifische Makrofamilie etablierte Joseph Greenberg in seinem Artikel The Indo-Pacific Hypothesis von 1971, nachdem er seine erfolgreiche Klassifizierung der afrikanischen Sprachen abgeschlossen hatte. Er fasste als indopazifisch folgende Sprachgruppen zusammen:
- Indopazifisch
  - Andamanisch: die Sprachen der andamanischen Urbevölkerung
  - West-Indopazifisch: Papua-Sprachen von Halmahera, Timor und West-Neuguinea
  - Nukleares Neuguinea: Papua-Sprachen aus Nord-, Südwest-, Süd-, Zentral- und Ostneuguinea
  - Nordost-Neuguinea: Papua-Sprachen aus Nordost-Neuguinea
  - Pazifisch: Papua-Sprachen der Archipele Neubritannien,  Bougainville, Salomonen, Santa Cruz
  - Tasmanisch: die ausgestorbenen Sprachen der tasmanischen Urbevölkerung

Die australischen Sprachen schloss Greenberg vom Indopazifischen explizit aus. Er begründete seine indopazifische Hypothese durch elf umfangreiche grammatische Argumente und durch insgesamt 84 indopazifische  Wortgleichungen, die allerdings vor allem die Papua-Sprachen heranziehen, während die andamanische Komponente nur in geringem Umfang, die tasmanische kaum berücksichtigt wird.

## Problematik und fehlende Akzeptanz
Ein Problem von Greenbergs Theorie bestand darin, dass er sie weniger auf sprachlichen Gemeinsamkeiten, als auf zeitgenössischen ethnologischen Thesen aufbaute. Ausschlaggebend waren hierfür die Werke von Griffith Taylor (Environment and Race, 1927), wonach Tasmanier und Negritos (u. a. Andamanen) die erste Bevölkerungsschicht bildeten, gefolgt von den Australiern, den Papua, den Melanesiern und schließlich den Polynesiern. Zu Zeiten Greenberg wurden auf Basis von Taylors Thesen unterschiedliche Bevölkerungswellen-Modelle entwickelt, wobei Greenberg die These unterstützte, dass Tasmanier, Negritos und Papua zur selben Schicht gehören. 
Die indopazifische Hypothese fand daher in der Fachwelt fast keine Unterstützung oder Akzeptanz, obwohl sie im weitverbreiteten Buch des Greenberg-Schülers Merritt Ruhlen A Guide to the World's Languages von 1987 ausführlich beschrieben und vertreten wurde. Dies hat mehrere Gründe.
Die etwa 800 sogenannten Papua-Sprachen (4 Millionen Sprecher) sind nur negativ als nicht-austronesische Sprachen Neuguineas und umliegender Inselgruppen definiert; sie bilden nach Auffassung fast aller Fachleute keine genetische Einheit, sondern zerfallen in mindestens 12 separate Einheiten, die nach heutigem Kenntnisstand nicht genetisch miteinander verwandt sind, und fünf isolierte Sprachen (siehe die ausführliche Darstellung im Artikel Papua-Sprachen).
Die andamanischen Sprachen bilden eine kleine Sprachfamilie von 13 Sprachen (davon sind neun ausgestorben), die noch von maximal 500 andamanischen Ureinwohnern der Andamanen gesprochen werden.  Die tasmanischen Sprachen sind bereits im 19. Jahrhundert ausgestorben, genauer: die etwa 5000 tasmanischen Ureinwohner wurden von den englischen Kolonisatoren innerhalb von 80 Jahren ausgerottet, 1888 starb der letzte reinblütige Tasmanier und mit ihm die tasmanische Sprache. Die Aufzeichnungen über die etwa zwölf Sprachen sind so dürftig und fehlerhaft, dass man nicht einmal feststellen kann, ob sie zu einer oder mehreren Sprachfamilien gehören.
Greenberg vereinigt also in seiner Hypothese sehr weit geographisch auseinanderliegende, völlig inhomogene Sprachgruppen. Dazu war der Kenntnisstand über die Papua-Sprachen 1971 noch relativ dürftig, der über die andamanischen Sprachen noch weit geringer und Wissen über die tasmanischen Sprachen aus den genannten Gründen kaum vorhanden. Die Beschreibung des Tasmanischen umfasst in der genannten Arbeit Greenbergs nur fünf Zeilen von insgesamt etwa 30 Seiten. Greenberg hatte natürlich nicht die Möglichkeit, auf rekonstruierte Protosprachen seiner Gruppen zurückzugreifen, sondern wählte für seine Wortgleichungen willkürlich aus den vielen Sprachen der einzelnen Gruppen ähnlich aussehende Wörter mit ähnlichen Bedeutungen aus. Alles in allem ist es so nicht verwunderlich, dass die indopazifische Hypothese keine Unterstützung oder auch nur Beachtung fand und inzwischen wahrscheinlich vergessen wäre, wenn Ruhlen sie nicht in seinem zitierten Buch popularisiert hätte. Von allen von Greenberg vorgeschlagenen Makrogruppierungen hatte das Indopazifische den geringsten Erfolg.